# Constanța Burcică-Pipotă
Constanța Burcică-Pipotă (n. 15 martie 1971, Sohatu, România) este o fostă canotoare română, triplă laureată cu aur la Atlanta 1996, Sydney 2000 și Atena 2004.

## Distincții
- Ordinul „Meritul Sportiv” clasa a III-a cu 2 barete (27 august 2008) [4]